# 薩摩藩の天保改革
薩摩藩の天保改革（さつまはんのてんぽうかいかく）は、薩摩藩において調所広郷を改革主任として文政11年（1828年）から嘉永元年（1848年）にかけて遂行された藩政改革である。改革は極度の財政難の解決のために島津重豪の命により開始され、重豪の死後は島津斉興の信任を受けて進められた。農民層への収奪の徹底、藩主、藩益第一主義の改革であった等の限界もあったが、財政問題を解決し、後の幕末、明治維新期の薩摩藩の活躍を支える備蓄金を貯えることに成功した。

## 薩摩藩の特徴と財政難
薩摩藩は鎌倉時代以来の領主である島津家によって統治され、日本国内では辺境に位置しているという地理的条件も加わって、独自の支配構造を持っていた。
薩摩藩の独自の支配構造の特徴としては、
- 幕府を中心とした幕藩体制に順応しながらも、農村部に在住する在郷家臣が存続し続ける等、中世以来の支配構造が温存された点も多く、領内では人的支配、統制が強固に働いていた。また支藩などに対しても強い統制力を加えていた。
- 全国的に見ると知行制から蔵米支給へと変わっていく中で、薩摩藩は知行制を維持し続けていた。
- 在郷家臣は農村の実力者として農民に対して強い支配を続けた。その結果、農民の自立度は江戸時代を通じて極めて低く、余剰農作物や特産品等による利潤は、ほぼすべてを在郷家臣層や領主が吸い上げていく構造となっていた。
- 農民層の自立度の低さに加え、農村における利潤がほぼ武士階級に吸い上げられていたため、領内では自立的商業の発展はほぼ見られなかった。その一方で領主層が主導する長崎、大坂等を舞台とする交易が活発に行われ、その中で藩と結びついた特権商人層が生まれた。
- 九州は歴史的に外国との交易が盛んであり、諸外国に対する関心度が高かった。中でも薩摩藩は琉球王国を通じた琉球貿易に携わって利益を挙げており、また幕府の禁令にもかかわらず密貿易がしばしば噂されていた。幕末が近づいて幕府の支配力が低下していくと、外国との交易や軍制改革に積極的に取り組むようになり、その取り組みを領主層が主導する交易による利潤が支えた。

などが挙げられる。
これらの薩摩藩の支配構造によって構造的に生み出されてきたのが藩の財政難である。薩摩藩は江戸時代初期の藩政初期から財政的には恵まれなかったが、領主層の支配、統制が強く働き、農民層の自立が阻害される中で農業の生産性は低水準のまま推移し、結果として年貢収入が上がることはなく、慢性的な財政難に悩まされるようになった。

## 財政難の深刻化と改革の試み
薩摩藩では年貢の収公率が高く、約三分の二が収公されていたが、その上に年貢を納める事に苦労をしていた下級武士の救済策とされていた輪番制の蔵役人による「重み米」、「落散米」と称する収奪が加わり、実質負担率は約80パーセントを超えていたと考えられている。その上、農民たちは様々な労役に駆り出されていた。薩摩藩では農村部に暮らす在郷家臣等の厳しい監督指導のもとで農民たちを農作業に従事させていったものの、農業を生業としない武士層の指導指示は農業現場をより混乱させていた。薩摩藩は農業からの収入増加策として菜種、ハゼノキ、タバコ、そして奄美諸島の砂糖など、商品作物の栽培を強制した上で、強制買い上げを行い藩による専売を行った。しかし農民の自立度が低く、生産性が低い薩摩藩領で商品作物の栽培を強制することは、米の生産に十分な手が回らなくなることに直結した。結果として発生したのが農民の大規模な逃散と広範囲の農村の荒廃であり、薩摩藩の農業生産は深刻な悪循環に陥っていた。
薩摩藩の財政難は、木曽三川の宝暦治水事業に代表される幕府によって賦課された国役事業や、度重なる藩邸の焼失、安永8年（1779年）に起きた桜島の安永大噴火などの災害、そして江戸から鹿児島までの遠距離の往復を要した参勤交代の出費等で拍車がかかった。
財政難の中で、藩当局は藩士たちの知行高に応じて賦課する出米の賦課率を引き上げていく。これは中位から下位の藩士の生活を直撃して藩政に対する不満を高め、藩士間の内部対立が激化するようになった。そして宝暦治水事業による負担増のあおりを受けて藩財政の窮乏化が進行する中で、18世紀後半の安永から天明期には藩主、島津重豪主導で藩政改革が進められた。重豪の改革はまず徹底した倹約、藩士や領民に対する身分制度の強化、生活様式の統制介入といった引き締め策が行われた。一方ではハゼノキ、コウゾ、ウルシ等の商品作物の栽培を進め、商業活動を活性化させるために薩摩藩外からの商人の養子縁組を認め、「繁栄方」という商業、サービス業の振興を図る部署を設けたりした。これは閉鎖的であった薩摩藩の経済活動を門戸開放によって活性化させ、藩収入を増やす政策であった。
しかし藩主重豪による改革は成果を挙げられなかった。これは前述の農村の疲弊に対して何ら有効な対策が講じられなかったためであった。その上、厳しい財政難に苦しめられていた藩は、不作、凶作時にも農民たちに対する支援を行おうとせず、農村の荒廃は更に進んでいく。また、「繁栄方」の商業、サービス業の振興策は質実剛健を旨とする薩摩藩の士風を著しくゆがめたとの批判も高まっていく。藩財政は高利の藩債発行によって賄わざるを得なくなり、財政難は更に深刻化していた。このような藩財政の危機的状況、農村社会の荒廃、そして主に中位、下位の藩士に鬱積した藩政当局に対する不満を背景に、抜本的な藩政改革に取り組んだのが重豪の跡を継いで藩主となった島津斉宣であった。

### 文化朋党事件

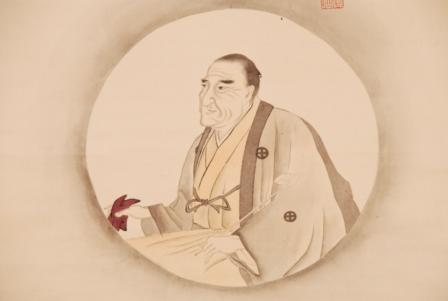
島津斉宣の藩政改革は斉宣の父、重豪により挫折させられた。

斉宣は天明7年（1787年）、15歳で藩主となったものの、藩の実権は父、重豪が握り続け、実務は重豪の側近である家老等、上位の門閥家臣が担っていた。文化2年（1805年）11月、斉宣は藩政改革の断行を決断し、まずこれまで重豪のもとで藩政を担っていた多くの役職者を更迭し、自らの側近を改革の推進者として登用した。中でも中位、下位の藩士を積極的に抜擢していく。
これまで薩摩藩の儒学は荻生徂徠の流れを汲む古学が主流であったが、改革の推進者として斉宣によって登用された人材の多くは、朱熹、呂祖謙の著作である近思録を重んじ、常日頃政治的な見解を盛んに討議し合っていた同志たちであった。近思録を思想的バイブルとして藩政改革を推進した彼らのことを「近思録派」と呼ぶようになった。近思録派を抜擢した斉宣は、儒教思想に基づく理想的な政治を目指した藩政改革を進めていくことになる。
藩主斉宣による藩政改革では、まず藩士たちに改めて倹約令を徹底させた上で、質実剛健な士風を取り戻すよう諭達した。浮薄に流れた風潮の粛正は民間部門にも及んだ。荒廃が進んでいた農村の支援策として農民負担の軽減、そして困窮した農民に対する金銭給付などを実施した。また15万両の借り入れと参勤交代の15年間免除を幕府に請願することを計画した。そして増収策としては幕府に琉球貿易で清から入手した中国産品の販売品目を増やす願書を提出した。
この藩政改革に対し、先代の藩主、重豪は激しく反発し、巻き返しに乗り出した。重豪は将軍徳川家斉の正妻、広大院の実父であるという立場を利用した。もちろん藩主の斉宣は抵抗したものの、重豪は広大院を通じて幕閣を動かし、幕府の意向という大義名分のもと斉宣の抵抗を抑えつけることに成功する。政治的に敗北した近思録派は厳しく弾圧され、いったんは排除された門閥家臣たちが復帰し、改革に伴う政策は破棄された。藩主斉宣も責任を取らされて文化6年（1809年）に隠居し、嫡子の島津斉興が新藩主となった。

### 重豪の再登板
重豪は新藩主斉興を後見する形で再び薩摩藩の実権を握った。重豪にとっても最大の懸案は財政難問題への対応であった。斉宣の改革を否定した重豪であったが、実際に取った施策の多くは斉宣の改革と類似したものであった。まず重豪が取り組んだことが琉球貿易で入手した中国産品の長崎での販売許可であった。これは前述のように斉宣の改革における増収策であった。斉宣の時は長崎貿易への悪影響を与えるとして幕府の許可が得られなかったが、重豪は将軍岳父という立場を利用して幕閣に対して運動を行い、文化7年（1810年）には幕府から8品目、金額的には銀30貫目から40貫目について5年間の期限付きで長崎での販売許可を得て、その後、期限延長、販売品目、販売額の拡大が進められていった。またこれまで以上に経費削減を徹底するよう指示も出された。
文化10年（1813年）、重豪は薩摩に一時帰省して藩政を直接指揮した。その中で趣法方という財政面全般を扱う部署を設立する。この趣法方は調所による薩摩藩の天保改革では中心的な役割を果たすことになる。そして重豪は江戸への帰途、大坂で120万両あまりの藩債を破棄するという思い切った債務削減策を断行する。しかしこの藩債破棄は深刻な副作用を及ぼした。大坂の商人たちは薩摩藩への不信感を高め、借金の相談に応じなくなり、現金入手の目途が立たなくなってしまった。薩摩藩は仲介者を通すことによって何とか金を借りることが出来たため急場は凌げたものの、この借金の金利は高く、しかも仲介者は窮地に追い込まれた薩摩藩側の要求通りには動かず、文政2年（1819年）には約束していた2万両の貸し出しを拒否し、薩摩藩側は金策に窮することになった。その上、重豪の藩債破棄自体も失敗したと考えられ、結局債務が減ることはなかった。このような窮地の中で、文化11年（1814年）、薩摩藩は幕府に対して参勤交代における供回り人員削減の許可を求め、更に10年間の幕府軍役賦課免除を申請した。これもまた斉宣の改革での参勤交代の15年間免除を幕府に請願する計画と同一方向の施策であった。
文化文政期、薩摩藩の債務は雪だるま式に膨らみ、文政末年には500万両に達した。これは将軍岳父の重豪は幕閣、諸大名と広く交際をしており、交際費や諸大名との縁組に際する婚礼費用に多額の費用が掛かったこと。蘭学に通じ開明的な重豪自身にも浪費の傾向があったこと。そして江戸住まいを続ける重豪、斉宣の2名の隠居に費やされる必要経費が莫大であり、重豪は20万石、斉宣は10万石の大名に匹敵するほどと言われた。そこで重豪、斉宣の薩摩藩内での隠居が検討されたものの上手くいかなかった。経費の増大となかなか思うように増えない収入の中、江戸詰め藩士たちへの俸給が10カ月以上支払いがストップする異常事態となった。

### 側用人高橋甚吾兵衛による改革
江戸詰め藩士の俸給が10カ月以上ストップする中、藩士たちの藩政に対する不満が高まっていく。重豪は逼迫する藩の財政問題への本格的な対応を迫られ、文政9年（1826年）10月、まず大坂藩邸金方奉行であった新納時升に白羽の矢を立て、財政問題への対応を命じたが新納は断った。新納は「大坂商人と関係が深い自分のような者は、これまでの恩を仇で返すようなことは出来ない。これまで大坂商人と縁がない人物がやるのが良い」と語ったと伝えられている。
結局、文政10年（1827年）、逼迫する財政問題に対する対応は側用人の高橋甚吾兵衛が取り組むことになった。高橋甚吾兵衛は大坂商人の平野屋甚右衛門を登用して藩債の整理を進めようとしたが、結局平野屋甚右衛門は資金を全く用意できずに失敗した。続いて高橋甚吾兵衛は改めて出雲屋孫兵衛を登用して藩債整理を行おうとしたが、やはりこれも失敗に終わった。こうして高橋甚吾兵衛による改革は失敗した。
しかし出雲屋孫兵衛の協力者であった平野屋彦兵衛には資金力があり、出雲屋孫兵衛、平野屋彦兵衛とも、その後まもなく始まる調所広郷による改革で重要な役目を果たすことになる。

## 調所広郷の登場
文政10年（1827年）、高橋甚吾兵衛による改革が失敗すると、重豪は後任探しを始めた。重豪は家臣の菊池東原の推薦により、藩主斉興の側用人を勤めていた調所広郷を抜擢した。

### 改革の責任者となるまでの調所

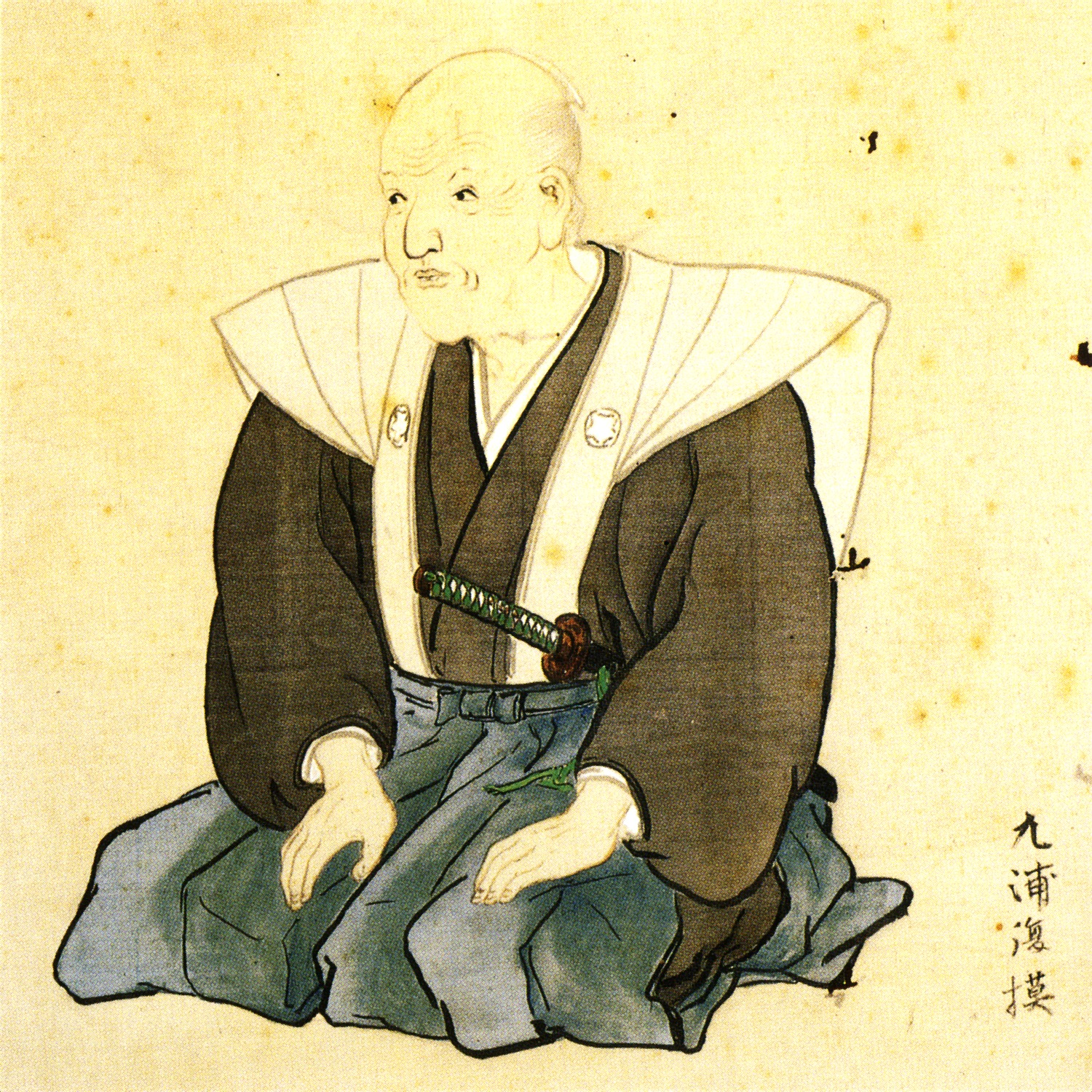
調所広郷

調所広郷は安永5年2月5日（1776年2月5日）、川崎主右衛門基明の次男として鹿児島城下で生まれた。生家の川崎家は薩摩藩の城下士としては最下級の小姓組であった。天明8年（1788年）、調所清悦の養子となり、調所友治と名乗った。調所清悦もまた実家の川崎家と同じく、城下士としては最下級の小姓組であった。養子に行った翌年、養父の調所清悦が亡くなった。調所友治は養父の名を受け継いで調所清悦を名乗り、また養父が勤めていた藩の茶道坊主の職も受け継いだ。茶道坊主として務め出した頃、実名を恒篤としたと考えられている。
藩の茶道坊主となって約8年間、調所は鹿児島城で勤務していたが、寛政10年（1798年）、江戸住まいの重豪付きの奥茶道勤めとなり、名乗りも清悦から笑悦に改める。こうして調所は重豪の側近となった。その後文化元年（1804年）頃に、重豪付きの奥茶道勤めから、薩摩藩芝藩邸の奥茶道勤めとなる。芝藩邸での調所は、藩主世子の斉興付きであったと考えられている。文化8年（1811年）1月には茶道頭に昇格し、家格もこれまでの小姓組から一代新番へと引き上げられた。
文化10年（1813年）、調所は茶道の業務を離れ、藩主側近となる小納戸に抜擢された。この時点で笑悦から笑左衛門と名乗りを改める。文化12年（1815年）7月には、小納戸頭取、御用御取次見習となり、藩主側近としての地保を固めていく。その後いったん藩主側近の役職を離れ、鹿児島町奉行などを務めたが、文政9年（1826年）11月には側用人格両隠居続料掛として藩主側近に復帰する。両隠居続料掛とは、江戸で隠居生活を送る重豪、斉宣の隠居料について差配する役職であった。両隠居続料掛任命後、調所はこれまで縁が無かった藩の財政問題に取り組まざるを得なくなった。また文政末年には実名を恒篤から広郷へと改めた。
重豪と広郷は考えあぐねた末に、当時、経済学者として有名であった佐藤信淵に相談し、その建策を得て十年がかりの藩財政の改革に取りかかった。
文政11年（1828年）6月頃、重豪は調所を薩摩藩の改革主任に指名した。重豪の指名は、前述のように藩士菊池東原の推薦によるものであった。重豪の指名を受けた調所は、これまでの改革の試みが全て挫折していて、自信が無くいったんは断ったものの、重豪は長脇差を掴みながら「側役は主人と生死を共にする職であるが、これほど危急切迫の場に追い込まれているのに、命令を断るとはどんなつもりか」と承諾を迫り、調所としても引き受けざるを得なかった。かつて重豪は斉宣による中位、下位の藩士を積極的に登用した藩政改革を潰したものの、最後に藩政改革を委ねたのはもともと城下士最下級の小姓組で、茶道坊主上がりの調所広郷であった。

### 調所による改革体制構築

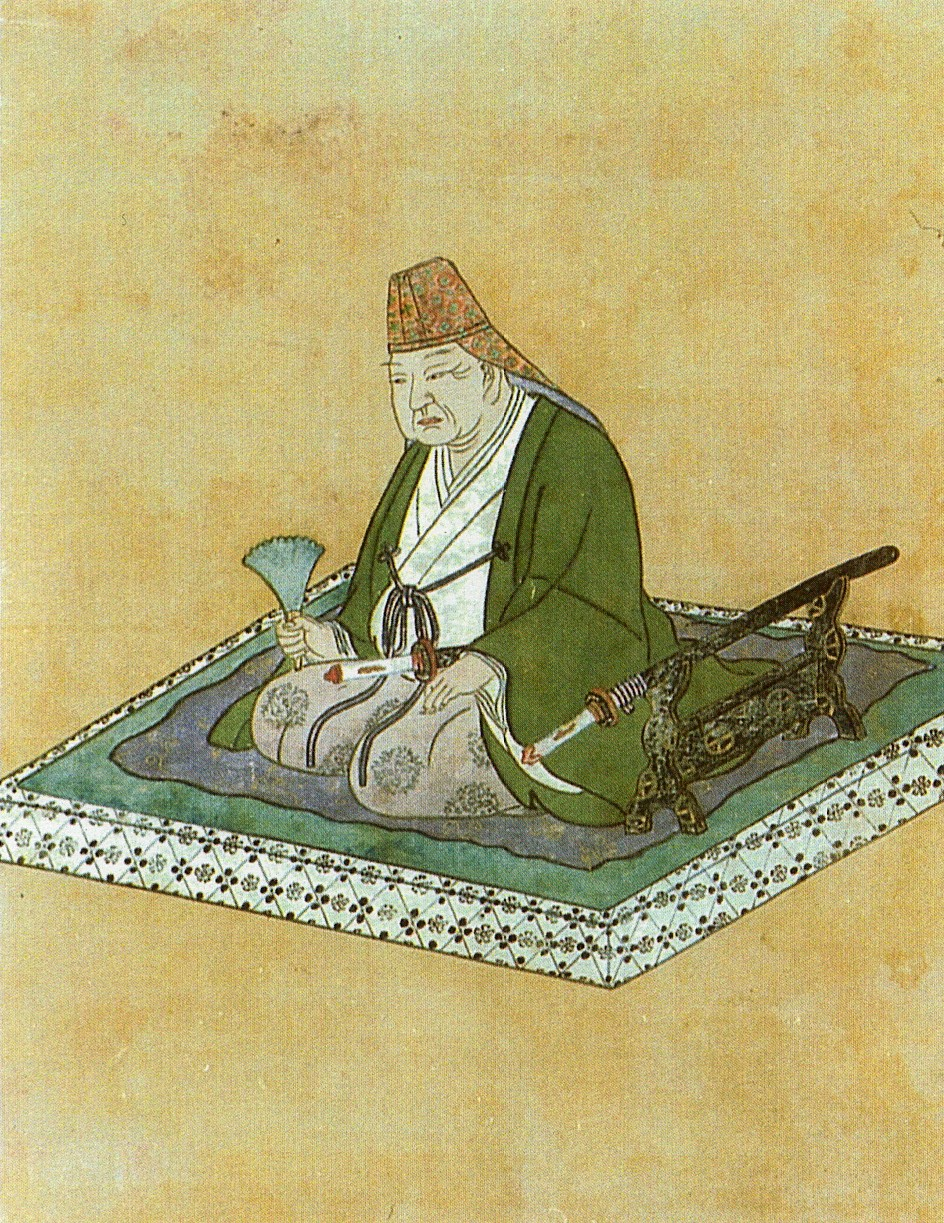
調所広郷に改革主任を命じた島津重豪

重豪の命により改革の責任者を引き受けることになった調所は、まず資金繰りのため大坂へと向かった。極度の財政難が知られ、しかも先年の藩債破棄騒ぎなどの経過もあって、大坂での資金調達は難航する。しかし先だっての高橋甚吾兵衛による改革以降、薩摩藩側との繋がりが出来ていた出雲屋孫兵衛、平野屋彦兵衛とのつてが利用できた。平野屋彦兵衛は平野屋の本家に当たる平野屋五兵衛を巻き込むことに成功し、結局平野屋五兵衛を始め5名の大坂商人が薩摩藩への融資を担うことになった。
資金繰りの目途を立てた後の文政11年（1828年）10月、重豪、藩主斉興らから調所は改革主任就任を正式に申し渡された。続いて調所は薩摩藩への融資を行う大坂商人の出雲屋孫兵衛、平野屋彦兵衛と正式契約を結ぶことにしたが、ここでトラブルが起きた。契約に際して重豪との面談が予定されていたのであるが、前日になって「このような粗末な品を差し出す者に当家の改革が出来るとは思われぬ」と、重豪は面談を断って来たのである。翌朝、重豪のもとを訪れた調所は、出雲屋孫兵衛、平野屋彦兵衛が薩摩藩に融資する金を持参していることを説明すると、予定通り面談を認めた。大坂商人との関係性に苦慮していた重豪は、融資話に安易に飛びつかず慎重になっていたのである。文政11年11月21日（1828年12月27日）、出雲屋孫兵衛、平野屋彦兵衛は重豪からの保証を取り付け、調所による改革体制が整った。なお、融資の見返りとして出雲屋孫兵衛、平野屋彦兵衛らは薩摩藩の砂糖販売利権を手中にしており、大坂から持参した資金も重豪からの保証取り付け後、様々な条件を詰めたうえで薩摩藩側に融資した。重豪ばかりでなく融資する出雲屋孫兵衛、平野屋彦兵衛もまた慎重であった。
出雲屋孫兵衛は調所の腹心として薩摩藩の改革に活躍した。天保元年（1830年）2月には30人扶持が与えられ、12月には浜村姓を名乗ることを認め、島津家家臣に準じる扱いとなった。

### 財政改革の開始
調所は借入金の利用は当座の資金繰りと重要な要件に関わるものに限定し、通常経費は産物料でやりくりする方針を立てた。まず国許、江戸、大坂、京都などの藩の各部署に於いて事務手続きを徹底的に見直し、経費の削減に努めた。そして累積した多額の債務の償還に関しては、まず利息の支払いを差し止め、焦げ付いていた返済金に関しては少額の金を払って返済の繰り延べを行った。続いて藩主斉興の文政12年（1829年）の薩摩へ帰国予定を延期した。斉興は翌文政13年（1830年）に帰国するが、天保元年（1831年）に琉球国王尚育の即位に伴う謝恩使とともに江戸へ向かう予定を、天保3年（1832年）に延期することに成功した。このように参勤交代に要する経費の節減に成功する。
調所による改革の進行状況を見た重豪はこれまでにない手ごたえを感じた。天保元年（1830年）12月、重豪は調所に朱印状を与え、以下の3点を命じた。
- 来る卯の年（天保2年・1831年）から子の年（天保11年・1840年）までの間に、50万両の備蓄金を蓄えること。
- 50万両の備蓄金以外に、幕府への上納金、ならびに不時の出費に備えるための資金を用意せよ。
- 藩債の証文を回収せよ。

3つの命令とも容易には解決できない難題であった。調所は命令完遂に最善を尽くすとしながらも、重豪に対して出費増を抑えるよう、そして藩の意志として経費節減、薩摩藩産品の販売増に努めていくように、重豪からも申し渡して欲しいと要望した。もともと低い身分から取り立てられて藩の改革主任に抜擢された調所は、重豪の力を借りることによって改革に対する藩の意志統一を達成し、更に元来派手好きな面があった重豪にも釘を差したのである。

## 10年間の改革
当初の予定では、天保元年（1830年）12月に重豪が調所に命じた天保2年から天保11年までの10年間、改革を行う予定であった。しかし後述のようにその年限は延長が繰り返され、結局、調所が亡くなる嘉永元年12月19日（1849年1月13日）まで改革は続けられることになった。調所は当初命じられた天保11年まで10年間の改革の成果について、天保12年（1841年）閏1月に藩主斉興に報告書を提出した。

### 調所と改革の人的体制

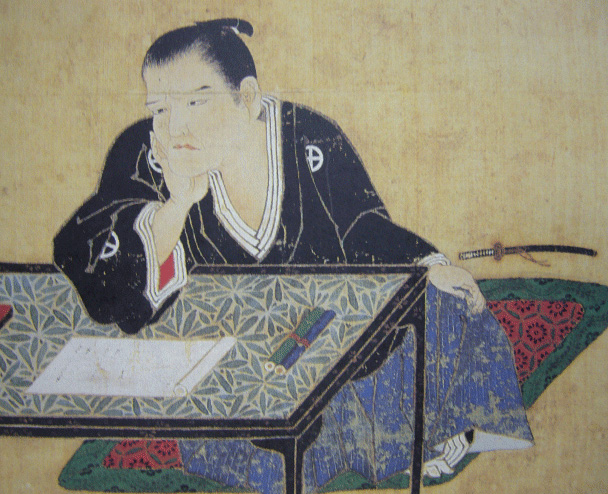
調所に改革主任を命じた重豪の死後は、斉興が調所を信任して改革を進めた。

調所を改革主任に抜擢した重豪は天保4年1月15日（1833年3月6日）、89歳の高齢で亡くなった。重豪の没後、藩主斉興は天保4年3月、改めて調所に朱印状を交付して改革主任として信任するとともに、改革の続行と一段の精勤を命じた。実際重豪、斉興から信任された調所は改革に精勤した。調所は毎日早朝に起床して朝から自宅で来客に対応し、勤務後も自宅で多くの来客に対応するのが常であり、就寝はいつも深夜であった。またほぼ毎年薩摩と江戸を往復していたが、大坂、京都そして江戸で金銭出納に関する諸事に対応した。調所は国許と江戸との旅路中も気を抜くことは無く、各地の統治状況、産物、そして風俗のあり方ににアンテナを張り、改革に利用出来ると判断した事物は採用した。
改革の進展に従って調所は昇格を繰り返し、天保9年8月25日（1838年10月13日）には家老、側詰兼務となった。出世をしても調所の生活自体は質素であった。これは後述のように調所の改革には反発も強く、身を慎まねば足下を掬われかねなかったことも要因であった。そして調所は改革の遂行にのために様々なことに気を配り、「調所の思慮は十分を超えて十三分だ」と言われるほどであった。失脚した斉宣に対しても配慮を怠らず、改革に悪影響を与えないよう腐心している。
調所は重豪が開設した趣法方を改革の拠点としたが、改革の推進実務を担う御内用掛という職務を新たに設けた。御内用掛には趣法方出身者の他、下士、在郷家臣のみならず、町人からも有能な人物を採用していった。例えば調所が重用した海老原清熙も下士の出身であった。調所は多くの男女を抱え人間関係が複雑である江戸藩邸には経験を積んだベテランを配置するなど、適材適所の人材配置に気を配った。改革の実務を担う各部署に責任者を置く分担制とし、部署ごとに独立採算制を取った。そして不正の防止のために監査体制も整備した。このように地位にとらわれることなく有能な人材を登用し、新たな組織を作り上げ、改革を推進していった。

### 500万両の250年分割払い
前述のように改革開始当初、調所は巨額の藩債の利子支払いを中止し、焦げ付いていた返済金については少額の金銭を支払って支払期限の繰り延べを行っていた。しかし文政末年に500万両に達した藩債は年7分とすると35万両の利息となり、これだけで藩財政が回らなくなってしまう。調所は腹心の浜村孫兵衛（出雲屋孫兵衛）と藩債問題の抜本的解決法について協議を重ねた。
浜村の提案により天保6年（1835年）11月、調所は藩債の利息支払い停止、元金250年分割払いという思い切った策を断行した。これまでの借用証文は全て薩摩藩側が回収し、債権者には新たに借用金高を記入した通帳が交付され、年ごとに元金の250分の1が支払われるようになった。これは全ての藩債に適用され、藩主の親戚筋となる近衛家、御三卿の一橋家からの借財も例外扱いしなかった。薩摩藩は債務返済に年2万両の支出で済むようになり、資金繰りは大幅に改善した。
債務の利息を支払わない上に250年賦払いという半ば借金踏み倒し行為に、当然債権者からは強い反発の声が上がった。債権者からの抗議を受け、大坂町奉行所は提案者の浜村孫兵衛を逮捕勾留の上、堺に追放処分とした。しかし薩摩藩、調所に対しては何のお咎めもなかった。薩摩藩は亡き重豪が幕府から受けた重恩を謝すとの名目で、天保7年（1836年）4月、10万両を献上した。これは幕府対策であったと考えられている。
一方、薩摩藩領内の藩の借財については利息のみならず元金分の支払いも停止した上で、借財の帳消しの対価として身分の引き上げを行うことで解決していった。
また、広郷は"禁断の領域"にまで足を踏み入れた。贋金作りである。鹿児島にある藩主島津家の別邸磯別邸内に御金方(おきんほう)という秘密機関を置き、常時二百人位の職人を集めて一分金や二分銀を鋳造した。これは藩政改革が始まってから間もない天保四、五年頃から強行されたといわれる。贋金は一回に二十五、六人がかりで運搬し、藩庁に納入されたという。この贋金作りは明治維新で最後の藩主となった十二代藩主の島津忠義の時代まで続けられ、幕末動乱期には鹿児島藩の軍資金として使われたという。

### 砂糖の増産、専売の強化
薩摩藩の収入増加で最も期待されていたのが奄美大島、徳之島、喜界島の三島の砂糖であった。現実問題、大坂商人出雲屋孫兵衛、平野屋彦兵衛らが改革に協力するようになったのも、砂糖利権供与があってのことであり、砂糖による収入増は改革の成否の大きなポイントの一つであった。
調所が取った施策はこれまで以上の収奪の強化であった。もともと三島産の砂糖は薩摩藩の貴重な財源として専売制が実施されていた。調所は文政12年（1829年）、生産された砂糖の全量買い取りを決断し、天保元年（1830年）には新たに三島方という担当部署を新設し、砂糖全量買い取りを強力に推し進める。全量買い取りであるため、砂糖の私的な販売は厳禁された。また砂糖の抜荷の強力な取り締まりを実施し、違反者には死罪を含む厳しい罰則を科した。また島民自身にも砂糖の所有、使用を禁止し、指に付いた砂糖を嘗めただけでむち打ちとする等、徹底した締め付けを行った。
並行して島内では金銭の流通を停止させ、金銭を使用した商行為も禁止し、代金に当たる生活必需品等を現物で対価を支払うこととした。金銭流通の停止と金銭による商行為の禁止は砂糖の密売防止がその狙いであった。現物支給のために砂糖と諸物品との交換比率が定められたが、この交換比率は生産者の島民にとって極めて低く設定された。現物で対価が支払われなかった砂糖に関しては、羽書（はがき）という一種の証書を振り出し、島内での売買や貸借用に流通させる「羽書制」が採用される。その上でサトウキビ栽培地の強制割り当てを行い、島民は割り当て面積のサトウキビ栽培を強制された。栽培から製糖に至るまで厳しい監視、監督が行われ、作業内容が不良な者には刑罰が科された。
また薩摩藩は琉球産の砂糖や、沖永良部島、種子島や薩摩、大隅の各地に広まったサトウキビ栽培による砂糖も一元管理、販売を行った。そして砂糖の製法、出荷用の樽詰めの改良を行い、品質向上に向けての努力もあって、調所の改革開始前よりも大坂での砂糖の売値は上昇し、藩の収入も増大した。
しかし様々な強制によって収奪を極限にまで強化したにもかかわらず、薩摩藩が全量買い入れを行った三島産の砂糖の量は改革前と比較して増えることはなかった。これは強制的な収奪による砂糖収入増を目指す政策自体の限界を示すものであった。そのような中で薩摩藩にとって頭が痛い問題が持ち上がった。日本各地でサトウキビの栽培が普及し、阿波、讃岐、土佐、和泉、駿河、遠江などでの砂糖の生産量が急増し、しかも阿波、讃岐の和三盆に代表されるようにその品質も優良であった。天保末年には各地の品質が良い砂糖が大量に市場に供給されるようになって、薩摩藩関連の砂糖価格は暴落した。
調所は各地で生産される砂糖のこれ以上の広がりを食い止めるべく、農学者の製糖書の出版差し止めを画策したり、砂糖の買い占めや下関での砂糖販売を試みるなど、砂糖市場の操作も試みた。しかし調所の努力にもかかわらず、日本各地で生産された砂糖の流通拡大という現実を転換させることは不可能であった。

### 領内産品の品質向上と販売方法の見直し
改革で収入の柱となったのはやはり砂糖であったが、調所はその他の領内産品についても品質の改良等に取り組み、収入増を図っていった。

#### 米
薩摩米は品質が悪いことで知られ、大坂市場での評価は極めて低く価格も安かった。また薩摩米を詰める俵は粗悪であり、市場に輸送する間に多くの米が俵から出てしまい、大坂の荷揚げ場では俵からこぼれ落ちた薩摩米を集め、売り払う者がいたほどであった。
調所は薩摩米の品質向上に取り組んだ。まずは肥後米を手本にして大阪で購入した唐箕を使用するなど収穫後の米の扱い方を改善し、俵作りも改善した。その結果、薩摩米の大坂市場での評判は高くなって価格も大きく上昇した。改革前と比較して大坂市場で売却する米の量は増えなかったものの、高価格で取り引きされるようになったため、藩収は増加した。

#### ハゼノキ
薩摩藩産の櫨蝋の品質もまた粗悪であり、市場での評価は低かった。低評価の薩摩藩産の櫨蝋に対する大坂商人の扱い方はぞんざいで、計量もいい加減であった。そこで調所は取引時に薩摩藩側の担当者を同席させ、厳正な取引を行わせるようにした。
櫨蝋の品質向上のため、産地の調査を実施するとともに安芸から職人を招請して技術導入に努めた。その結果、櫨蝋の品質は目だって向上し、改革前の倍近い価格で取り引きされるようになった。また天保10年（1839年）頃には櫨蝋の生産高が減少したため、大坂でハゼノキの苗木を購入し、また筑後からハゼノキの接ぎ木の専門家を招請した。

#### 菜種
菜種は改革以前はやはり俵が粗悪で、俵からこぼれ落ちる菜種が多かった上に肝心の菜種に土砂が混じっていることが多く、やはり市場評価は低かった。調所は米と同様に大坂から唐箕などの道具を買い揃え、菜種をしっかりと選別した上で紙袋に詰めた後に改良された丈夫な俵に包むようにした。その結果、薩摩藩の菜種の評価は劇的に改善し、全国最高水準の評価を得るようになって価格も高騰する。
また調所は、骨粉肥料を原価で農民に供給して生産高を上げるとともに。一方で生産された菜種の総買い入れを実現し、藩収入の増加を実現した。

#### ウコン
ウコンについては砂糖とともに早い時期から専売制を敷いたものの、その価格は安く、思い通りに利益が上がらぬ状態が続いていた。調所は部下の海老原清熙にウコンの市場調査を実施させた。その結果、安値の原因は密売ウコンの流通にあることが判明した。そこで琉球以外の奄美大島、徳之島、喜界島の三島、そして沖永良部島で栽培されていたウコンを全て廃棄処分として、琉球のみで栽培するようにした上で、抜荷取り締まりを厳重にした。またウコンの品質向上のため製法の改善を行った。これらの対策の効果が表れて価格が上昇していくのを確認した上で、天保7年（1836年）からは一斤銀15匁という公定価格でウコンを販売することにした。
ウコン栽培を琉球のみに限定し、抜荷を厳しく取り締まった結果、市場に流通するウコンは減少して商人や業者らがストックしていたウコンも無くなった。琉球ウコンは公定価格で順調に販売されるようになり、薩摩藩は琉球に対してウコンの増産を命じ、年3万斤、7500両の売り上げとなった。しかし琉球産のウコンのライバルとして清から輸入した長崎のウコンがあり、琉球産の高価格のウコンを嫌って長崎ウコンを使用する業者が増え、やがて琉球ウコンは在庫を抱えるようになる。

#### 寒天
寒天については、指宿の豪商浜崎太平次と計り、現在の宮崎県都城市山之口町山之口に、島津寒天工場を建造した。この地を選んだのは、寒天製造に適した自然条件を兼ね備えていた事、幕府役人の目から逃れるためでもあったと考えられている。
原料のテングサは、甑島列島を中心に薩摩西海岸から運ばれ、直径130センチメートル、高さ180センチメートルほどの窯で煮られ、寒天に加工された。監督者や技術者などは鹿児島から派遣され、西目地方（指宿・伊集院・伊作など）からの出稼ぎ者約80名、地元採用者約50名を合わせた従業員数は、約120～130名程度であったと言われている。現在、9基の窯跡を見る事ができる。
製品は馬で福山港(現:霧島市)に運び、さらに大坂、長崎に運ばれて中国の清、ロシアなどに密輸された。
最盛期は、三世太平次が支配人に任ぜられた安政元年（1854年）から明治4年（1871年）ごろまでであったと考えられる。

### 琉球貿易品の長崎商法
前述のように琉球貿易で入手した中国製品を、薩摩藩が長崎で販売を行う薩摩藩の長崎商法は、文化7年（1810年）に5年間の期限で幕府から許可された。薩摩藩はその後も許可期限の延長、そして対象品目、金額の拡大運動を続けた。薩摩藩側が長崎商法拡大の名目としたのが干ばつ、台風の影響で飢饉に襲われた琉球王国の窮状と、19世紀前半、しばしば琉球近海に出没するようになっていた欧米船による外圧に対する救援であった。薩摩藩の天保改革開始以前、重豪を中心とした対幕府交渉によって薩摩藩の長崎商法における対象品目、金額は拡大を続けた。琉球貿易の当事者である琉球王国に対しては、貿易で入手した中国産品の薩摩藩一手買い入れが進められていく。また薩摩藩は長崎商法に天草出身の豪商、石本家と連携して、長崎での商取引の円滑化に成功する。
調所は改革開始前から、両隠居続料掛として薩摩藩の長崎商法に深く関与していた。薩摩藩が長崎で琉球貿易で入手した中国産品の販売を拡大することは、当然、正規の長崎会所での貿易を圧迫することに繋がる。この正規貿易ルート圧迫に対する反発や懸念を、調所ら薩摩藩関係者は幕閣、長崎奉行等、会所貿易関係者に対する賄賂攻勢で沈黙化させていった。
藩政改革の改革主任となった後の調所は、更に幕閣、長崎奉行関係者への工作を強化していく。調所の工作が功を奏し、天保5年（1834年）には薩摩藩の長崎商法は20年間の延長が認められた。その一方で薩摩藩は琉球貿易で得た中国産品の更なる販路拡大のため、大規模な抜荷に手を染める。薩摩藩が抜荷品として中国製品を売り抜けたのは主に新潟など北国筋であった。新潟などで漢方薬や朱など中国産品を売り払い、その対価として松前藩産の昆布等俵物を大量に仕入れ、琉球を通じて中国に流れるルートが形成されていた。
このような中で天保6年（1835年）10月の長岡藩領村松浜での薩摩船難破をきっかけに、第一回唐物抜荷事件が摘発され、薩摩藩が行ってきた北国筋での抜荷の実態が明るみに出た。幕府は薩摩藩に対する締め付けを強化し、長崎奉行からは薩摩藩の長崎商法が会所貿易を著しく圧迫しているとの報告書も上げられていた。当時、幕閣で主導権を握りつつあった老中水野忠邦は薩摩藩の長崎商法の停止を決断し、天保7年（1836年）6月、水野は薩摩藩主斉興に直接、2年後の薩摩藩の長崎商法の停止を通告する。
長崎商法の停止は薩摩藩にとって収入減に直結するため、薩摩藩側は大御所家斉の正妻、広大院の威光を利用すべく大奥にまで工作の手を広げるなどして抵抗したが、水野は抵抗を撥ね退け、天保10年（1839年）、薩摩藩の長崎商法は停止された。長崎商法の停止は、前述の日本各地で広まった砂糖生産による砂糖価格の下落とともに大幅な藩収の減少をもたらし、改革の推進に悪影響を与えた。

### 蔵米管理の改善
薩摩藩では蔵米管理役である下代蔵役を下士が輪番で持ち回る習慣があった。これは年貢として米を収公する際、散落米と称して年貢米外の収奪を行って下代蔵役の役得とする習慣がまかり通っており、下代蔵役時に得た収入で家計を補っていたのである。調所はこの問題にメスを入れた。これは農民たちへの搾取であるのみならず、年貢米である部分にも下代蔵役が手を出し、藩の実収減にも直結していたためである。
調所は改革開始直後から下代蔵役が年貢収公以外の収奪を行うことを厳禁した。しかしなかなか禁令が守られないのを見ると、各地に監査役を巡視させ取り締まりを強化した。その結果、状況は改善して定額通りの年貢収公が果たされるようになった。また江戸、京都、大坂、国許の諸蔵に対する監査体制の強化を進め、蔵役の不正を根絶した。
また前述の米の扱い方や俵の改善により、江戸表でもこれまで常に問題となっていた欠損米が見られなくなった。そこで江戸や大坂、そして国許では非常用備蓄米である囲米の準備が進められるようになった。

### 開発と土木工事
調所は厳しい財政難の解決方法を模索していた改革開始当初から、江戸、京都、大坂、長崎の藩関連の施設の改修新設、国許のインフラ整備、改修、そして新田開発のために、土木工事を興した。これらの土木工事は天保6年（1835年）11月の藩債整理後により活発化する。
工事に当たり、まず責任者を始め工事担当者について、これまでの藩の土木関連の部署に任せることなく慎重に人選を行った。材木など資材の購入もしっかりとした調査を繰り返した上で決定し、これまでよりも安価に工事が行われるようになった。それでも改革時に手掛けた土木工事の規模、回数は多かったため、工事費用は相当額に及んだ。

### 船舶輸送の改善
辺境の薩摩藩にとって産物の輸送は船が頼りであった。改革前は輸送用の船を借り上げて使用していたが、自前の輸送手段を持たなかったため、肝心な時に使用を断られたり、高額な借り賃を要求されたりしていた。調所は改革開始当初からこの問題の解決に取り組み、文政12年（1829年）、薩摩藩領の日向に造船を命じた。海に面しておらず、また経済的に困窮しているとして薩摩藩領の日向は当初、造船命令に難色を示していたが、説得を繰り返した結果、造船を行い、領内産物の輸送に大きく貢献した。
その後、奄美大島、徳之島、喜界島の三島への物資の輸送、そして鹿児島から大坂へ向かう船舶を新造し、改革前と比較して輸送環境は大幅に改善していく。

## 後期改革
重豪に命じられた天保2年から天保11年までの10年間の改革であったが、改革当初は順調に余剰金が生まれ、年限を待たずして50万両の備蓄金は達成できそうな勢いであった。ところがその後、前述のように砂糖価格の下落、そして長崎商法の停止によって収入が大幅に減少し、藩の資金繰りは苦しくなった。結局天保11年までに目標の50万両備蓄は達成できなかった。
そこで改革の年限は天保12年（1841年）から天保14年（1843年）までの3か年延長となった。その後も弘化元年（1844年）から弘化3年（1846年）、弘化4年（1847年）から嘉永2年（1849年）と3年ごとの延長がなされた。嘉永元年（1848年）には嘉永4年までの改革延長が決定されたが、嘉永元年末に改革を主導した調所が亡くなった。結局改革は文政11年（1828年）から調所が亡くなる嘉永元年（1848年）末までの約20年間に及ぶことになった。
天保12年（1841年）以降の後期改革では、これまでの改革からの継続課題とともに、農政改革、琉球や外交問題への対応、対外関係の緊張に対応するための体制固めである給地高改正と軍制改革が大きな課題となった。

### 前期からの継続課題

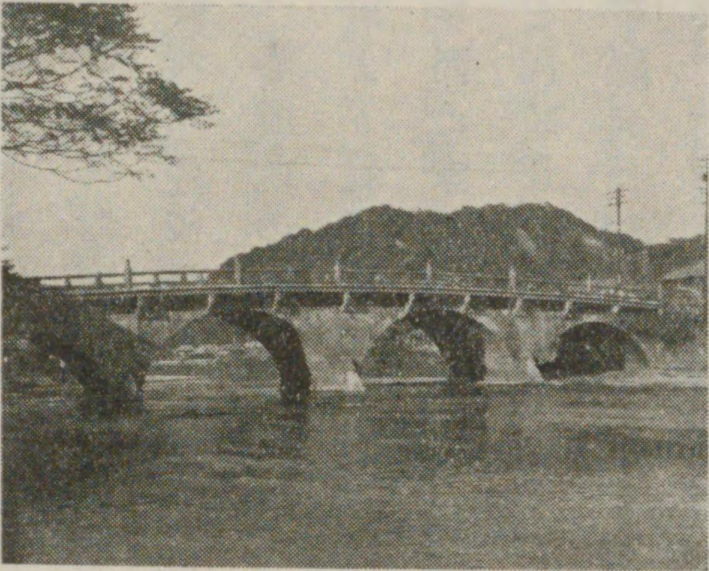
甲突川の橋を石橋とする工事によって架橋された西田橋

改革当初から積極的に行ってきた各地の土木工事は、天保12年（1841年）以降も継続して取り組んだ。曽木川や小林川の改修工事や、鹿児島城下の甲突川の河川改修、そして甲突川にかかる橋を石橋とする工事などである。川幅が狭い上に河床が高い甲突川はしばしば洪水を起こし、鹿児島城下の浸水、橋の流出等の大きな被害を与えていた。そこで調所は大規模な河川改修、川にかかる橋を石橋とする工事を行うことを決定し、肥後から石工岩永三五郎を招請するなどして工事を進めた。この時の架橋で完成した西田橋など5つの石橋はよく知られている。なおこの工事時の排土による埋立地が天保山である。改革を通じて支出された土木建設費は総額約200万両に達したとされている。
土木工事の中には新田開発があった。調所は領内各地で新田開発を行い、中でも甲突川の改修工事で活躍していた岩永三五郎を責任者として行われた国分小村の新田工事が最も大規模で、工事費は2万8000両に達した。また調所は薩摩藩領から他領へと逃散した農民の引き戻しにも取り組むが、これは思い通りにはいかなかった。
また菜種栽培で効果を見せた骨粉肥料を米作にも広く導入し、養蚕、絹織物業の発展のために近江や京都西陣から、藍の製法を広めるために大坂、阿波から技術者を招請するなど、農業の改革、そして領内産品の品質向上も継続して取り組んだ。
薩摩藩では藩主島津家の分家が最も有力な家臣となっていたが、藩本体と同様、分家も厳しい財政難に悩まされていた。対外的な緊張も高まりつつある中、有事の際、藩主に最も近い分家が弱体化していることは藩にとって大きな問題であると考えた調所は、分家の財政難の解決に当たることになった。分家の財政改革には海老原清熙ら調所の腹心が当たり、各分家とも財政難の改善に成功する。この島津家分家の財政難改善への取り組みは、後述の藩の軍制改革にも繋がっていく。

#### 50万両備蓄の達成と100万両備蓄目標
当初の目標であった天保11年（1840年）までに達成されなかった50万両備蓄は、改革期間再延長の初年となる弘化元年（1844年）に達成された。備蓄された50万両は当初大坂で保管されていたが、大きな課題となりつつあった外圧に即応すべく鹿児島に移送された。一方、藩主の斉興は備蓄金額を100万両に倍増する命令を出しており、調所も弘化4年（1847年）からの3回目の改革期限延長中に100万両備蓄完遂を命じたとされているが、どこまで達成できたのかははっきりしていない。

### 農政改革
藩の財政再建を至上命題として改革を進めてきた調所に対して、農政を改革して疲弊した農民、荒廃した農村の立て直しを図るべきだとの意見が挙げられていた。しかし調所は藩の財政再建にかかり切りとなっているため、とても農政改革まで手が回りかねると改革の着手に難色を示していた。しかし天保12年（1841年）、腹心の海老原清煕が曽木川の改修工事のために地域を回った際、著しい農村の荒廃状況を目の当たりにし、江戸表滞在中の調所に対して放置したままでは藩の体面にも関わると報告し、その報告を受けた調所はようやく重い腰を上げて農政改革に取り組むことになった。
調所はまず海老原に対して農村の実態調査を命じ、自らも天保13年（1842年）の帰国時、海老原とともに各地の農村を巡視した。これまで農政に携わった経験が無く、既得権益が絡んでいるため藩士たちから大きな抵抗があることを予測した調所は遂行を危ぶんだが、結局、改革を断行することになった。
地方巡視を終えて鹿児島に到着した調所は、天保13年（1842年）7月、収穫高の見積もりを行った上、不作の場合税率を下げる検見法である上見部下りと呼ばれたこれまでの年貢徴収法から、豊凶に関わりなく毎年定額の年貢を納める定免制に変更する決定をした。疲弊しきった農民たちは課税率の引き下げに繋がる上見部下りを求め、結果として藩の収入が減少するため、臨時的な税の取り立てや労役強化等によって農民たちの収奪が強化されるという悪循環に陥っていた。また上見部下りの時期が場所によっては収穫時期を外してしまい、収穫量の減少を招く弊害も見られた。
天保13年（1842年）7月の定免制変更はその年の収穫から採用されるとの決定であった。季節的にもう上見部下りのよる年貢徴取業務の準備が始まっており、翌年施行が良いとの意見が噴出したが、調所は来年施行となればきっと再び延期が繰り返され、いつまでたっても定免制に出来ないと、天保13年（1842年）からの適用を強行した。また調所は定免制変更とともに、年貢徴取用の正規の升目が3斗8升であったものが、4斗2升近くという大きな升目となって差分を下代蔵役らが搾取していたものを、正規の3斗8升に戻した。また前述のように下代蔵役の役得としての年貢米収奪を厳しく取り締まったため、平年作以上であれば農民たちの負担は減少し、農民たちの抵抗は抑えることが出来たため定免制採用を軌道に乗せることに成功する。
しかし下代蔵役らの役得を取り上げたことによる藩士の不満は、改革への不満へと結びついた。また豊凶に関わりなく定率税制である定免制は、不作時には農民たちにとって深刻な負担となる。実際、調所が亡くなった翌年である嘉永2年（1849年）は著しい不作であったのにもかかわらず定免制が強行され、多くの農民たちが逃散していった。また各地の奉行たちは享保年間を最後に行われていない領内の検地を実行して、課税額の基礎となる耕地面積、人口を把握し直し、負担の公平性を図るべきであると主張していたが、調所はその訴えを取り上げることはなかった。結局調所の農政改革は抜本的な改革に踏み込むことなく、あくまで農業生産の効率的な収奪と藩士による中間搾取防止による藩収確保が第一の目標であった。

### 給地高改正と軍制改革

#### 給地高改正
後述のように、後期改革期はフランス、イギリスが琉球に対して開港要求を突き付けた。これまでの外国船来航とは異なり、薩摩藩にとってはっきりとした形で外圧を受けることになった。薩摩藩は状況を幕府に報告するものの、幕府側から指示された「寛猛之措置」には必ずしも従わず、交戦状態となるのを回避する対応を取り続けた。これは戦争となると財政的に厳しいという理由もあったが、何といっても薩摩藩の軍事力ではフランス、イギリスとの戦いに耐えられる目途が立たなかったためである。中でも問題となったのは藩士たちの現状では軍事動員に耐えられないと判断されたことである。
藩士たちは有事に際してはその給地高に応じた軍役が課される。しかし軍役の基礎となるべき藩士の給地高が乱れており、是正を行わねば軍役を課すこと自体が困難であった。給地高混乱の原因は、困窮した藩士たちの中では所有する給地高を売り払う例が相次ぎ、多くの給地高を集積していく者が現れる反面、無給地に転落する者も相次いだためである。もともと給地の売買は禁止されていたわけではないが、一定の歯止め策が講じられていた。しかしそれらは有名無実となっていた。
弘化4年11月15日（1847年12月22日）、給地高改正が布告された。給地高改正は給地高を集積した富強な藩士がいる反面、給地高を失い軍役賦課に耐えられない藩士が増加している状況を解消するため、給地高を藩士たちに行き渡らせることが狙いであった。そこで藩士の階級ごとに給地高の所有限度を定め、給地高の売買にも制約を加えた。そして藩士以外の身分の者に渡った給地高は没収された。その一方で窮乏した藩士たちが給地高を取り戻しやすくするために、売買価格を抑える等の優遇措置を設けた。なお調所が亡くなった後の嘉永2年（1849年）には、藩が給地高改正に伴って没収ないし買い入れた中の一部を小身や無高の藩士たちに分配した。この給地高改正により薩摩藩では藩士たちへの軍役賦課の目途が立ち、給地高改正の流れは天保改革後も継続、強化されていく。
しかしこの給地高改正は藩士たちの収入に直結する改正であるため、様々な抵抗、不正工作に直面した。調所ら改革の担当者たちは抵抗や不正工作を排除しつつ給地高改正を進めたが、処罰された藩士も多く、多くの藩士たちからの不満を集めることになった。

#### 軍制改革
給地高改正とともに本格的な軍制改革に着手した。軍制改革を主導した調所は、西洋諸国が新式の大砲を使用するなど、戦争のやり方が変わっていることにしっかりと対応していかねばならないと判断していた。嘉永元年（1848年）2月、藩主斉興は領内各地を巡視するが、その際に砲術等の訓練、銃砲による軍事演習を視察し、更に各所に砲台の建造を命じた。5月にはこれまでの異国船掛、兵具方、宗門方掛の業務を弘化4年（1847年）10月に新設された軍役方に移管し、軍事関連の組織の一元化を図った。6月になるとこれまで藩の軍学師範を勤めていた甲州流軍学師範家は師範を返上させられた。また砲術、弓や槍の師範も旧来のものは返上させられ、代わりに洋式の軍事教練、軍装が採用され、大砲や小銃の製造も進められた。
嘉永元年（1848年）8月、給地高改正と軍事組織の一元化を踏まえて藩士の軍役賦課、編成の取り決めが更新され、有事の動員体制、兵糧や軍馬の供出等について決定した。

### 琉球貿易と対外問題
幕命により長崎商法が停止された後、薩摩藩は復活嘆願を繰り返し行っていた。そのような中で天保14年（1843年）、長崎商法の停止を決断した老中水野忠邦が罷免された。水野は翌弘化元年（1844年）に老中に復職するが、弘化2年（1845年）に再び罷免された。また弘化元年（1844年）に福州在勤のイギリス領事が琉球館に貿易要求を突きつけ、フランス船アルクメーヌ号が同年琉球に来航してやはり開港を要求する等、琉球に対する外圧の高まりに幕府も危機感を強めていた。結局幕府は弘化3年（1846年）に長崎商法の復活を認めた。
弘化3年（1846年）5月、フランスインドシナ艦隊のセーシュ提督が琉球に来航する。セーシュは琉球に開国を要求し、清がアヘン戦争で少数のイギリス兵に敗北を喫したこと例に挙げて、鎖国政策は誤った政策であり、開国してヨーロッパ諸国との関係を結び、国を豊かにするよう提言した。しかし琉球側が提言を受け入れないと見るや、セーシュは更に現状の琉球は薩摩に支配されているが、そのくびきを脱するためにも開国すべきであり、判断を誤ればヨーロッパ列強のいずれかに併呑されることになり兼ねないと主張した。このセーシュの主張は琉球王国のみならず薩摩藩に深い衝撃を及ぼした。
セーシュと琉球王国との交渉についての情報を得た藩主斉興は、調所を老中阿部正弘のもとに向かわせ、対応策を協議した。調所の提案は、フランスの主張は強硬であり、琉球王国は「外藩」であるので琉球に限ってフランスとの貿易を認め、日本本土にフランス船がやって来ないようにしたいというものであった。薩摩藩と幕府との協議の結果、結局琉球王国独自の判断との形で琉球とフランスとの貿易を認める結論となった。幕府内には反対もあったが、阿部はフランスとの戦争となれば国体に関わる一大事となるとして、反論を封じた。
琉球とフランスとの貿易について幕府の了解を得た調所は、琉球に対してフランスとの貿易に踏み切るよう提案した。この調所の提案に対し琉球側は少量の国産品の交易以上のものは認めがたいと、事実上の拒否回答をした。琉球側の抵抗は根強く、またフランス側からの目立った再要求も無かったため、結局調所の琉球を通じた対フランス貿易構想は実を結ばなかった。

#### 国産製薬事業
前述のように琉球貿易で入手した中国産品の一部は、抜荷品として北国筋に流出していた。薩摩藩の抜荷に仲介者として関わっていたのが富山の薬売りであった。富山の薬売り商人たちは唐物抜荷の関わりの中で薩摩藩側との関係性を深めていた。薩摩藩は自藩で製薬産業を興し、琉球貿易と藩領内の産業振興をリンクさせようとしたが、その中に富山の薬売り商人を巻き込もうとした。
長崎商法の停止など琉球貿易による利益確保が見通せなくなる中、天保13年（1842年）製薬方が設置され、琉球貿易により中国から入手した薬種を原料として製薬事業を興し、苗木や種子も入手して薬草栽培も開始した。調所没後の嘉永3年（1850年）には製薬館が建てられ薩摩藩は本格的に売薬事業を展開する。同年には日向領を除く藩領内で富山の薬売りによる売薬が禁止され、薬は製薬方が供給するようになった。翌嘉永4年（1851年）には富山の薬売り22名は製薬方手先となり、藩の製薬事業に組み込まれることになった。
しかし安政5年（1858年）には薩摩藩領内で富山の薬売りが売薬を再開しており、薩摩藩の国産製薬事業は頓挫した。

## 調所の自殺と改革の終了

### 斉興の後継者問題と藩内対立の激化

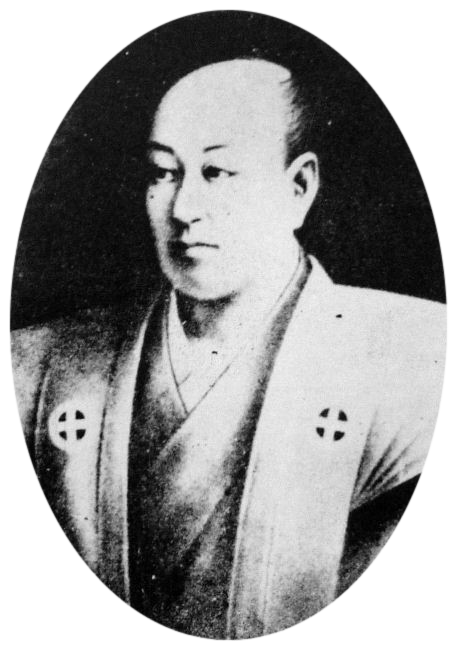
調所は斉興の嫡子である斉彬と対立した。

重豪に信任され藩政改革の主導を開始した調所は、重豪が亡くなった後は藩主斉興の信任を受けて改革を推進し続けていたが、薩摩藩では斉興の後継者問題が持ち上がりだしていた。斉興の嫡子は島津斉彬であるが、嘉永元年（1848年）には斉彬は数え40歳になったが、藩主の地位を父、斉興から譲られることはなかった。斉彬になかなか藩主の座が回ってこない背後には、斉興の愛妾、お由羅と調所の策謀があると噂されていた。斉興の寵愛を受けたお由羅は島津久光を生んでいた。お由羅は調所や調所の側近たちとともに斉興に嫡子斉彬のことを讒言し、斉彬の廃嫡、そして久光を擁立しようとしているとの評判が立ち、斉彬や藩内の斉彬派は神経を尖らせていた。
調所は斉彬ではなく久光が後継者として相応しいと考えていた。曾祖父重豪と同様に蘭学を好む斉彬は蘭学趣味に巨費をつぎ込み、藩財政を危うくすると判断していた。しかし外圧への対応が喫緊の課題としてのしかかって来た幕末期、蘭学に明るい斉彬は藩内外、幕閣からも困難な時代に対応できるニューリーダーとして期待する声が高まっていた。約20年間藩政改革を主導して成果を挙げていた調所の権力は強大であったが、嫡子斉彬を擁立する勢力もまた根強かった。薩摩藩内で調所派と斉彬派との対立が起きるのは避けようも無かった。
調所の改革自体に対する不満も高まりつつあった。天保2年から天保11年までの10年間の改革と異なり、天保12年以降の後期改革は農政改革、給地高改正、軍制改革と藩士たちの利害に直結する内容のものになっていた。また藩士のみならず農民、町人たちにとっても後期改革の影響は大きかった。これまでの既得権であった役儀上の役得を奪われ、給地高が削られる者たちが現れ、軍制改革によってこれまで習得してきた武芸が無用の長物となる中で、藩士たちの中に改革に対する不満が鬱積していく。しかも改革主任の調所は元はといえば茶坊主であり、改革のブレーンの多くは下士出身で町人あがりの者もおり、成り上がり者たちが藩政を壟断していると不満を増幅させた。
このような中で調所やその側近たちの様々な悪評が乱れ飛ぶようになった。後述のように調所本人は腐敗汚職に無縁であったと考えられるが、調所のブレーンたちの中には改革を遂行するに当たり行使した権限を悪用して私腹を肥やす者もいた。しかも嘉永元年（1848年）11月、調所の側近の一人である海老原清煕に、農政改革に尽力した功により50石の加増が行われた。同時期に調所にも700石の加増があったと考えられ、給地高改正で持高制限を加えられた藩士たちがいる中で、調所一派は加増に与っていると反発の声に油を注ぐことになった。中でも西郷隆盛、大久保利通ら若手藩士たちは調所の改革政治、そして調所に対する反発を強めていた。彼らが範としたのがかつて斉宣の改革を主導し、重豪によって弾圧された近思録派、そして近思録であった。

### 対外問題と調所の自殺
斉彬と久光との藩の後継者争いと、調所の改革政治と調所本人に対する鬱積した不満はリンクして、斉彬は調所の反対勢力を主導していくようになった。斉彬は調所の改革全体を批判していたわけでない。例えば給地高改正や軍制改革についてはその必要性を認めていた。しかし調所による改革は下士たちへの配慮が足りない、不徹底な改革であると強く批判していた。
薩摩藩政を専断している調所の打倒を決断した斉彬は、部下に調所の政策、そして調所本人について徹底的な調査を命じた。調所に対する調査は所有財産、自宅の様子、身辺調査、更には藩士、農民、町人たちの人気、調所とそのブレーンたちとの人間関係に至るまで、詳細に行われた。しかし調所本人に関しては目だった汚職、疑獄の類は見い出せなかった。調所の生活は質素であり、改革に携わる中で私財も惜しみなく投じていたため蓄財も見られなかった。また商人たちとの交際も当時の社会通念上問題とはされない内容であった。
斉彬は調所打倒のための手段を選ばなかった。前述のように藩外にも斉彬の大叔父にあたる黒田長溥ら斉彬の登場を期待する勢力があり、老中阿部正弘ら幕閣の中にも斉彬待望論があった。斉彬は調所の打倒について黒田長溥、阿部正弘と相談した。彼らは斉彬を藩主とするために、まず藩主斉興の股肱の臣である調所の失脚を目指し、斉興の権力を弱体化させた上で引退に追い込むことにした。斉彬らが取った手段は薩摩藩の密貿易の暴露であった。斉彬は阿部正弘に密貿易に関する情報を漏らした。嘉永元年（1848年）8月、藩士の軍役賦課、編成の取り決めの更新を行った直後、調所は藩主斉興の参勤交代に従って江戸に向かった。いつも通り大坂、京都に立ち寄った後、12月に江戸に到着したと推定されている。江戸に到着した調所を待っていたのは幕府からの密貿易問題の追及であった。
嘉永元年12月19日（1849年1月13日）、江戸の芝薩摩藩邸内の宿舎で調所は亡くなった。死に際して調所は吐血しており、服毒自殺であったと見られている。自殺の理由は密貿易問題で責任を一手に被り、藩主斉興に累が及ぶことを防ごうとしたとされる。

### 調所の死後
調所の死の翌日である嘉永元年12月20日、藩主斉興は大目付二階堂行健を後任の改革主任に任命し、改革の続行を命じた。しかし二階堂はすぐに国許への帰国を命じられ、側用人の吉利仲が業務を引き継ぐことになった。しかし引継ぎに際して3000両の使途不明金が明らかとなり、二階堂の妾が自殺する騒ぎが重なり、嘉永2年2月に二階堂は免職隠居慎を命じられ、家格も引き下げ処分を受けた。また調所の側近であった海老原清熙も依願免職となり、隠居を命じられた。このように調所の死後、調所派は藩政から後退していく。調所の嗣子である左門は、幕府の忌避を受けたことを憚って免職の上、家屋敷も取り上げられたが。稲富と改姓した上で家督相続は認められた。
藩主後継問題はお由羅騒動が起きるなど泥沼化するが、嘉永4年（1851年）2月、斉興は引退して斉彬が新藩主となった。斉彬は改革により備蓄された金を、ヨーロッパから技術導入を行った上での工場建設、軍艦や兵器の製造に用いていく。斉彬の執政でも調所の改革時と同様の農業生産の収奪政策が続けられ、砂糖の専売制については更に強化された面もあった。
一方斉彬は執政中、調所派に対する追罰は行わなかった。斉彬は安政5年（1858年）に亡くなり、後継藩主は久光の子である島津忠義となった。万延元年（1860年）には斉興が亡くなる。斉興の死後、調所派を擁護する人物がいなくなった。薩摩藩政は大久保利通を中心とした若手藩士の誠忠組が握っていく。誠忠組は前藩主斉彬の遺志を継ぐことを標榜しており、お由羅騒動の中で若手藩士たちが激しい弾圧を受けたことを忘れていなかった。藩政を掌握した大久保は調所一派への追罰を決め、文久3年（1863年）2月、調所の遺族や海老原清熙らかつての調所派に厳しい追罰が下された。これはかつて斉彬と対立した藩主の父、久光との関係を保ちながら藩政を進めていくに当たり、藩内に大久保が主導する藩政は斉彬の遺志を継くものであることを表明するとともに、評判が悪い調所一派を一種のスケープゴートにして支持を集めようとしたものと考えられている。調所は「奸曲私欲をもっぱらとし、国体を損じ風俗を乱し、邦家を覆し危うきに至らしめた」とまで非難された。

## 改革の評価、影響

### 改革と調所の再評価
死後、調所は悪評ばかりが広まり、改革のことは半ば忘れられた状態が続いた。西南戦争後に鹿児島県令を務めた渡辺千秋が調所の改革に着目した。渡辺は西南戦争後の混乱した鹿児島県を立て直すために、調所の行った改革を参考にしようと考えたのである。幕末から明治維新期にかけて反調所派が主導権を握る中で、改革に関わる資料の多くが廃棄されていた。渡辺は稲富家と調所の側近として改革に取り組んだ海老原清煕に対して資料の提出を命じ、渡辺の命に従って調所の孫と海老原は報告書を提出した。しかしその後も調所の改革に対する関心は低いままであった。
明治39年（1906年）5月に鹿児島新聞が「偉人調所」という連載を行ったが、まだ調所の活躍は広く知られることはなかった。大正15年（1926年）に「薩摩藩天保度以後財政改革顛末書」が刊行され、この時海老原清煕の報告書が初めて紹介された。そして翌昭和2年（1927年）に、土屋喬雄が著書「封建社会崩壊過程の研究」の中で調所の改革が学術的に整理された形で公開された。また徳富蘇峰が近世日本国民史雄藩編で調所の改革を取り上げ、薩摩藩の天保改革はようやく世に知られるようになった。
その後海音寺潮五郎著の「西郷隆盛」の中で調所はその活躍が取り上げられ、広く世間にその名が知られるようになった。昭和41年（1966年）には新書版の「幕末の薩摩」が公刊され、まだ悪評がつきまとっていた調所広郷像を改めることに繋がった。

### 改革の特徴と影響
調所が主導した薩摩藩の天保改革の特徴としては、他藩の藩政改革のように百姓一揆や打ちこわしなどといった農民層からの圧力が引き金となった改革ではなく、厳しい財政難をきっかけとした、いわば上からの改革として遂行されたことが挙げられる。その結果、改革は藩主とその側近という極めて狭い人間関係の中で、藩主の意向を絶対視する環境下で進められたため、藩内では領主第一主義、藩外に関しては露骨な藩益第一主義を貫いた形の改革となった。
このような上からの改革は、農村における生産力向上を前提とせず、逆に生産物の徹底的な収奪によって市場に流通する品物を絞り出す形で進められた。徹底的な収奪、指導の強化によって一時は多くの利益を挙げるようになった砂糖が、他領産の良質な砂糖が流通するようになって価格が暴落して苦境に追い込まれるなど、強制力による改革の遂行には限界があった。
その一方で改革によって備蓄した金は、斉彬による洋式工業の創始や大砲、銃器、火薬の製造、洋式戦術の採用など、近代日本の先駆けとなる形で利用され、幕末から明治維新にかけて薩摩藩が雄飛するきっかけを作った。明治維新に際して薩摩藩の軍事力は大きな力を発揮するが、その軍事力を生み出す原動力となったのが薩摩藩の天保改革であった。